# Coleophora testudo
Coleophora testudo é uma espécie de mariposa do gênero Coleophora pertencente à família Coleophoridae.